# Lhota Rapotina
Lhota Rapotina – miejscowość i gmina (obec) w Czechach, w kraju południowomorawskim, w powiecie Blansko. W 2022 roku liczyła 397 mieszkańców.